# Grote iepenspintkever
De grote iepenspintkever (Scolytus scolytus) is een kever uit de familie van de snuitkevers (Curculionidae), en wordt ook wel grote iepenbastkever genoemd. De wetenschappelijke naam van de soort werd in 1775 gepubliceerd door Johann Christian Fabricius.

## Beschrijving
De 4 tot 6 millimeter lange zwartbruine kever is voornamelijk te herkennen aan het relatief grote halsschild, dat bijna net zo groot is als het achterlijf. Het halsschild is echter donkerder tot zwart is en glad, de dekschilden op het achterlijf zijn bruinachtig en in de lengte gegroefd. Tussen het borststuk en achterlijf is een duidelijke insnoering, de kop zit verscholen onder het wat naar onderen gekromde halsschild. De poten en vooral de in een knots eindigende tasters zijn erg klein en kunnen volledig worden teruggetrokken.

### Larve
De larve is wit en made-achtig met een dik, C-vormig gekromd lichaam en een oranje kop. De gangen die de larve graaft zijn soms ware kunstwerkjes en bestaan uit ovale, doolhof-achtige structuren net onder de schors van de boom. De larve overwintert als pop en in het voorjaar knaagt de kever zich naar buiten.

## Verspreiding
De grote iepenspintkever komt in vrijwel heel Europa voor tot in Zweden.

## Schadelijke gevolgen

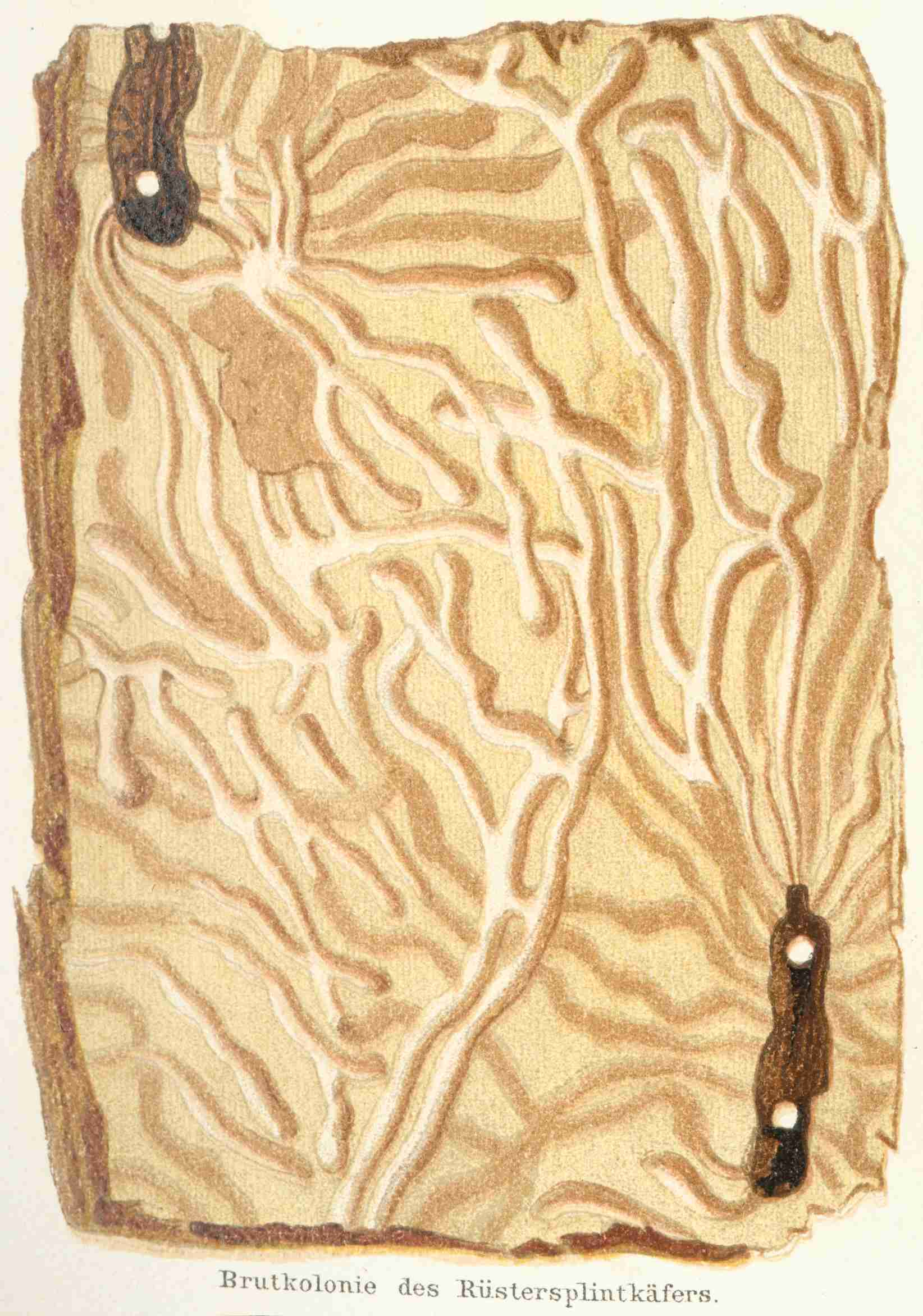
Vraatpatroon van de larven

Hij is samen met alle andere Scolytus-soorten zeer berucht als plaaginsect; de larve vreet namelijk hout van dode, maar ook zieke bomen. En omdat hij net onder het schors zijn gangen maakt, laat het schors sneller los en laat het de bast onbeschermd achter.
De grootste schade richt de kever echter indirect aan als verspreider van de iepenziekte, een infectie van iepen (Ulmus) met de schimmels Ophiostoma ulmi en Ophiostoma novo-ulmi. Bij het verlaten van de boom vreet de kever zich naar buiten en kan schimmelsporen meenemen naar een volgende boom, waardoor groepen bomen soms snel worden besmet. Ook andere soorten als kurkeik (Quercus suber), haagbeuk (Carpinus betulus) en Prunus-soorten kunnen worden aangetast door de kever. De kever heeft er overigens baat bij; alleen zwakke of zieke bomen zijn geschikt voor de larven.